# К’ахк’-Ті’-Ч’іч’-Ах-Моокіль
К'ахк’-Ті’-Ч'іч’-Ах-Моокіль (д/н — бл. 561) — ахав Канульського царства з 550 до 561 року. Частина імені — К'ахк’-Ті’-Ч'іч’ — перекладається як «Вогняно-кривавий рот», проте ймовірно не титул, а не власне ім'я.

## Життєпис
Походив зі зміїної династії. Можливо молодший син Йукноом-Ч'еєна I та брат ахава Туун-К'аб-Хіша. Після смерті останнього у 550 році обійняв трон («взяв к'авііль»). Церемонія відбулася в день 9.5.16.0.8, 7 Ламат 6 Во (20 квітня).
Продовжив політику попередника, розширивши вплив Кануля на сусідні царства. У 554 році встановлено зверхність над царством Сіаан К'аан. У 555 році змусив Яхав-Те'-К'ініч II, ахава К'анту, що викликало війну з Мутульським царством. У 556 році підкорено державу Вака’, яке до того було васалом Мутульського царства. 
Після цих успіхів прийняв титул калоомте (на кшталт імператора), ставши одним з перших майяських володарів з цим титулом. Втім К'ахк’-Ті’-Ч'іч’-Ах-Моокіль не втиг її завершити, померши під час однієї з військових кампаній. Владу успадкував Йукноом-Хут-Чан.